# Si c'était à refaire (film)
Pour les articles homonymes, voir Si c'était à refaire.
Pour plus de détails, voir Fiche technique et Distribution.
Si c'était à refaire est un film français réalisé par Claude Lelouch, sorti en 1976.

## Synopsis
Une femme emprisonnée pour longtemps décide de concevoir un enfant. À sa sortie de prison, elle fait la connaissance de son fils, alors âgé de quinze ans, qui a été élevé par l'Assistance publique.

## Fiche technique
- Titre : Si c'était à refaire
- Réalisation : Claude Lelouch
- Assistant réalisateur : Élie Chouraqui
- Musique : Francis Lai
- Photographe de plateau : André Perlstein
- Décor : Eric Moulard
- Costumes : Colette Baudot
- Format : 35 mm Ratio : 1.66:1 - couleur
- Son : Mono
- Pays de production :   France
- Genre : drame
- Durée : 105 minutes
- Date de sortie : 13 octobre 1976
- Affiche : Jouineau Bourduge (France)

## Distribution
- Catherine Deneuve : Catherine Berger
- Anouk Aimée : Sarah Gordon
- Charles Denner : l'avocat
- Francis Huster : Patrick
- Colette Baudot : Lucienne Lano
- Jean-Jacques Briot : Simon Berger
- Jean-Pierre Kalfon : le bijoutier
- Valérie Lagrange : la vendeuse de lampes
- Manuella Papatakis : la fille de Sarah
- Georges Staquet
- Jacques Villeret : l'agent immobilier
- Marie-Pierre de Gérando : le proviseur du lycée
- Niels Arestrup : Henri Lano
- Albina du Boisrouvray: la jolie femme
- Paul Bellaiche
- Robert Caron
- Zoé Chauveau : Zoé, la petite voisine
- Bernard-Pierre Donnadieu : Claude Blame
- Paul Deheuvels
- François Dalou
- Nicole Desailly
- Paul Giannoli
- Martin Loeb
- Rita Maiden
- Alexandre Mnouchkine : M. Alexandre
- René Monard
- Chantal Mercier : la femme de la procédure d'abandon
- Monique Persicot
- Jean-François Rémi : le banquier
- Michel Ruhl
- Laurence Schuman
- Harry Walter : l'homme du train
- Philippe Ziskind
- Françoise Hardy : la seconde chanteuse
- Élie Chouraqui : le dragueur
- Betty Mars : la première chanteuse